# 13,2 mm Hotchkiss M1929
13,2-мм великокаліберний кулеме́т «Hotchkiss M1929» (фр. Mitrailleuse Hotchkiss de 13,2 mm modèle 1929) — французький великокаліберний кулемет, розроблений компанією Hotchkiss, що перебував на озброєнні французьких збройних сил з 1929 року. Кулемет також випускався за ліцензією в Японії під назвою «тип 93» та в Італії під маркою «Breda Mod.31».

## Історія
Наприкінці 1920-х французька армія дійшла до висновку, що їй потрібна потужна піхотна зброя, яку можна використовувати в ролі зенітного та протитанкового засобу. На замовлення міністерства оборони декілька французьких зброярень запропонувала свої версії такої зброї. На конкурсних випробуваннях, що проходили в умовах підвищеної таємності, перемогла французька компанія «Гочкіс», яка виставила на тести 13,2-мм великокаліберний кулемет. Це була потужнішу версію ручного кулемету Гочкісс М1922, що мав автоматику відведення порохових газів з довгим ходом газового поршня, що знаходився під стволом. Сам ствол мав повітряне охолодження, був забезпечений ребрами жорсткості та за необхідністю за допомогою спеціального інструменту швидко замінювався резервним екземпляром. Живлення зброї провадилося з магазинів обмеженої ємності знижувало практичну швидкострільність до 200 пострілів на хвилину. Кулемет випускався в різних варіантах комплектації, яка включала як і найпростіші установки на тринозі, так і спарені і зчетверені установки.
Спеціально для цього кулемету компанією «Гочкісс» був розроблений набій 13,2×99 мм, куля якого масою 52 г при початковій швидкості 800 м/с мала дулову енергію 16640 Дж. Через те, що набій був дуже схожий з набоєм 12,7×99 мм, у 1935 році був розроблений набій 13,2×96 мм, який зберіг усі характеристики попередника.
Кулемет комплектувався коробчастим магазином на 30 набоїв, спочатку прямим, потім характерної зігнутої форми.

## Застосування
13,2-мм великокаліберний кулеме́т «Hotchkiss M1929» надійшов на озброєння сухопутних військ Франції, але в переважній більшості він використовувався для оснащення оборонних споруд лінії Мажино в нижніх Вогезах і на берегах Рейну в спарці з так званою змішаною зброєю з протитанковою гарматою AC 37, а також у підрозділах кінноти (на легких танках AMR 35 і бронеавтомобілях Laffly 80AM)
Декілька країн закупили французькі важкі кулемети для власних збройних сил і використовували їх з різними цілями. Так, бельгійська армія озброювала кулеметами Hotchkiss M1929 легкі танки T-15 і T-13 (в спарці з 47-мм F.R.C. Mod.31). Армія Японії деякий час використовувала кулемет в ролі основної зброї на кавалерійському танку «Тип 92», до 1937 року, коли замість нього була встановлена 20-мм автоматична гармата «Тип 98». Польща в 1933–1934 придбала 28 кулеметів, 10 з яких надійшли на озброєння підрозділів ППО сухопутних військ, проте, вже у 1938 році зенітну роту, що прикривала з повітря Варшаву, розформували, а «Гочкісси» передали флоту. Ще 16 кулеметів призначалися для установки в башти танків Vickers Mk.E (вилучені після переоснащення танків у квітні 1934). У серпні 1939 року на озброєнні Війська Польського було 29 одиниць такої зброї. Грецька армія до початку війни встигла закупити лише 32 зразки кулемету разом з універсальними верстатами.
Найбільшого розповсюдження великокаліберні кулемети Hotchkiss M1929 набули у військово-морських силах деяких країн. Основна маса цих кулеметів встановлювалася практично на усіх військових кораблях французьких ВМС, побудованих в 1930-і роки, а також у частинах берегової оборони.
Спарені та зчетверені версії цих зенітних установок монтувалися на кораблях японського Імператорського флоту, на декількох крейсерах і есмінцях іспанського республіканського флоту.
Італійська компанія Breda в 1929 році придбала ліцензію і з 1931 року випускала кулемет під найменуванням «Breda Mod.31». Крім кораблів італійських Королівських ВМС, кулеметні установки влаштовувалися також на бронепоїздах флоту, ними також були озброєні командирські танки і танкетки CV33, що поставлялися за бразильським замовленням. Після другої світової війни кулемети застосовувалися на патрульних катерах Фінансової гвардії.